# Crinipus
Crinipus is een geslacht van vlinders uit de familie wespvlinders (Sesiidae), onderfamilie Sesiinae.
Crinipus is voor het eerst wetenschappelijk beschreven door Hampson in 1896. De typesoort is Crinipus leucozonipus.

## Soorten
Crinipus omvat de volgende soorten:
- Crinipus leucozonipus Hampson, 1896
- Crinipus marisa (Druce, 1899)
- Crinipus pictipes (Hampson, 1919)
- Crinipus vassei (Le Cerf, 1917)